# Чемпіонат Європи з хокею із шайбою серед юніорів 1969
Чемпіонат Європи з хокею із шайбою серед юніорів 1969 — другий чемпіонат Європи з хокею із шайбою серед юніорів. Чемпіонат пройшов у місті Гарміш-Партенкірхен (Фінляндія) з 26 грудня 1968 по 2 січня 1969. Чемпіоном Європи стала юнацька збірна СРСР.

## Група А

### Підсумкова таблиця
| Збірна            | СРСР | ШВЕ  | ЧЕХ  | ФІН  | ФРН  | ПОЛ  | ШЗ/ШП | О |
| ----------------- | ---- | ---- | ---- | ---- | ---- | ---- | ----- | - |
| 1. СРСР           |      | 7:3  | 2:2  | 15:2 | 10:2 | 12:3 | 46:12 | 9 |
| 2. Швеція         | 3:7  |      | 5:4  | 8:3  | 6:2  | 15:1 | 37:17 | 8 |
| 3. Чехословаччина | 2:2  | 4:5  |      | 4:0  | 4:1  | 14:0 | 28:08 | 7 |
| 4. Фінляндія      | 2:15 | 3:8  | 0:4  |      | 4:7  | 9:3  | 18:37 | 2 |
| 5. ФРН            | 2:10 | 2:6  | 1:4  | 7:4  |      | 3:4  | 15:28 | 2 |
| 6. Польща         | 3:12 | 1:15 | 0:14 | 3:9  | 4:3  |      | 11:53 | 2 |

Збірна Польщі вибула до Групи «В».

### Команда усіх зірок
| Нагорода            | Гравець           | Збірна         |
| ------------------- | ----------------- | -------------- |
| Найкращий бомбардир | Олександр Мальцев | СРСР           |
| Найкращий воротар   | Їржі Црха         | Чехословаччина |
| Найкращий захисник  | Бер'є Сальмінг    | Швеція         |
| Найкращий нападник  | Олександр Мальцев | СРСР           |

## Група В
Матчі проходили в Женеві (Швейцарія) 8 — 14 березня 1969.
| Збірна       | ШВЕЙ | УГО  | ЮГО  | АВС | ШЗ/ШП | О |
| ------------ | ---- | ---- | ---- | --- | ----- | - |
| 1. Швейцарія |      | 12:2 | 10:4 | 4:0 | 26:06 | 6 |
| 2. Угорщина  | 2:12 |      | 8:4  | 4:1 | 14:17 | 4 |
| 3. Югославія | 4:10 | 4:8  |      | 7:0 | 15:18 | 2 |
| 4. Австрія   | 0:4  | 1:4  | 0:7  |     | 01:15 | 0 |

Збірна Швейцарії підвищилась до Групи А.